# Europsko prvenstvo u košarci za žene – Poljska 1958.
Europsko prvenstvo u košarci za žene 1958. godine održalo se u gradu Łódźu u Poljskoj 1958. godine.